# Yasuyuki Muneta
Yasuyuki Muneta –en japonés, 棟田 康幸, Muneta Yasuyuki– (Matsuyama, 10 de febrero de 1981) es un deportista japonés que compitió en judo.
Ganó tres medallas en el Campeonato Mundial de Judo entre los años 2003 y 2007, y una medalla en el Campeonato Asiático de Judo de 2000. En los Juegos Asiáticos consiguió dos medallas de oro en los años 2002 y 2006.

## Palmarés internacional
| Campeonato Mundial  | Campeonato Mundial      | Campeonato Mundial | Campeonato Mundial |
| Año                 | Lugar                   | Medalla            | Categoría          |
| ------------------- | ----------------------- | ------------------ | ------------------ |
| 2003                | Osaka (Japón)           | Medalla de oro     | +100 kg            |
| 2005                | El Cairo (Egipto)       | Medalla de plata   | +100 kg            |
| 2007                | Río de Janeiro (Brasil) | Medalla de oro     | Abierta            |
| Juegos Asiáticos    |                         |                    |                    |
| Año                 | Lugar                   | Medalla            | Categoría          |
| 2002                | Busan (Corea del Sur)   | Medalla de oro     | +100 kg            |
| 2006                | Doha (Catar)            | Medalla de oro     | +100 kg            |
| Campeonato Asiático |                         |                    |                    |
| Año                 | Lugar                   | Medalla            | Categoría          |
| 2000                | Osaka (Japón)           | Medalla de oro     | +100 kg            |